# Pichl-Preunegg
Pichl-Preunegg est une ancienne commune autrichienne du district de Liezen en Styrie.